# Banksolpium magnum
Espèce
Banksolpium magnum est une espèce de pseudoscorpions de la famille des Olpiidae.

## Distribution
Cette espèce est endémique du Minas Gerais au Brésil. Elle se rencontre vers Viçosa.

## Description
Le mâle holotype mesure 2,57 mm.

## Publication originale
- Muchmore, 1986 : Redefinition of the genus Olpiolum and description of a new genus Banksolpium (Pseudoscorpionida, Olpiidae). Journal of Arachnology, vol. 14, no 1, p. 83-92 (texte intégral).